# 三色堇
三色菫（学名：Viola tricolor）是堇菜科堇菜屬的一年生或短期多年生草本植物，又名三色堇菜（中国植物图鉴）、蝴蝶花、三色紫羅蘭、人脸花、阿拉叶－尼勒－其其格（蒙语），在歐洲是常見的野花，也常栽培於公园中，是一种常见的园艺植物。三色菫也被引進北美，並在當地廣泛繁衍。
三色菫以露天栽種為宜，無論花壇、庭園、盆栽皆適合。不適合種於室內，因為光線不足，生長會遲緩，枝葉無法充分茁壯，導致無法開花，開花後也不應移入室內，以長保花朵壽命。

## 特征
株高10－40厘米，茎直立或稍倾，具棱，无枝或多分枝，基生叶长圆形或披针形，具长柄，茎生叶卵形或长披针形，先端钝圆，基部圆，叶缘具圆形或钝疏齿，上部叶柄长，下部叶柄短，托叶大，叶片状，羽状深裂，长1－4厘米。花直径3.5－6厘米，每茎3－10朵，每朵通常为有紫、白、黄三色，栽培种有其他不同颜色，花梗稍粗，叶腋单生，上部具对生三角卵形小苞片2枚，萼片绿色，长披针形，长1.2－2.2厘米，宽3－5毫米，先端尖，边缘荚膜质，基部具附属物，长3－6毫米，边缘不齐；上侧花瓣一般均为深紫色，两侧和下侧花瓣均为三色且具紫条纹，两侧花瓣内面基部被密须毛，下方花距较细，长5－8毫米；子房无毛，花柱短，基部膝曲明显，柱头球状膨大，先端具较大柱头孔。蒴果椭球形，无毛，长8－12毫米。染色体2n=20、26、42或46。花期4－7月，果期5－8月。
三色堇染色体数为2n = 26。

## 文化
三色堇为冰岛原产花卉，定为国花。三色菫也是波蘭的國花。
意大利人對三色堇的花語定義為“思慕”和“想念我吧”，通常都是指戀人之間的思念。也有些人定義三色堇的花語為白日夢。

## 用途
三色堇本身是一种美丽的观赏植物，但由于花朵较小，常见栽培的大多是其衍生杂交种，如大花三色堇、小花三色堇。
三色堇的花可以食用，常用来装饰甜点。

## 圖集

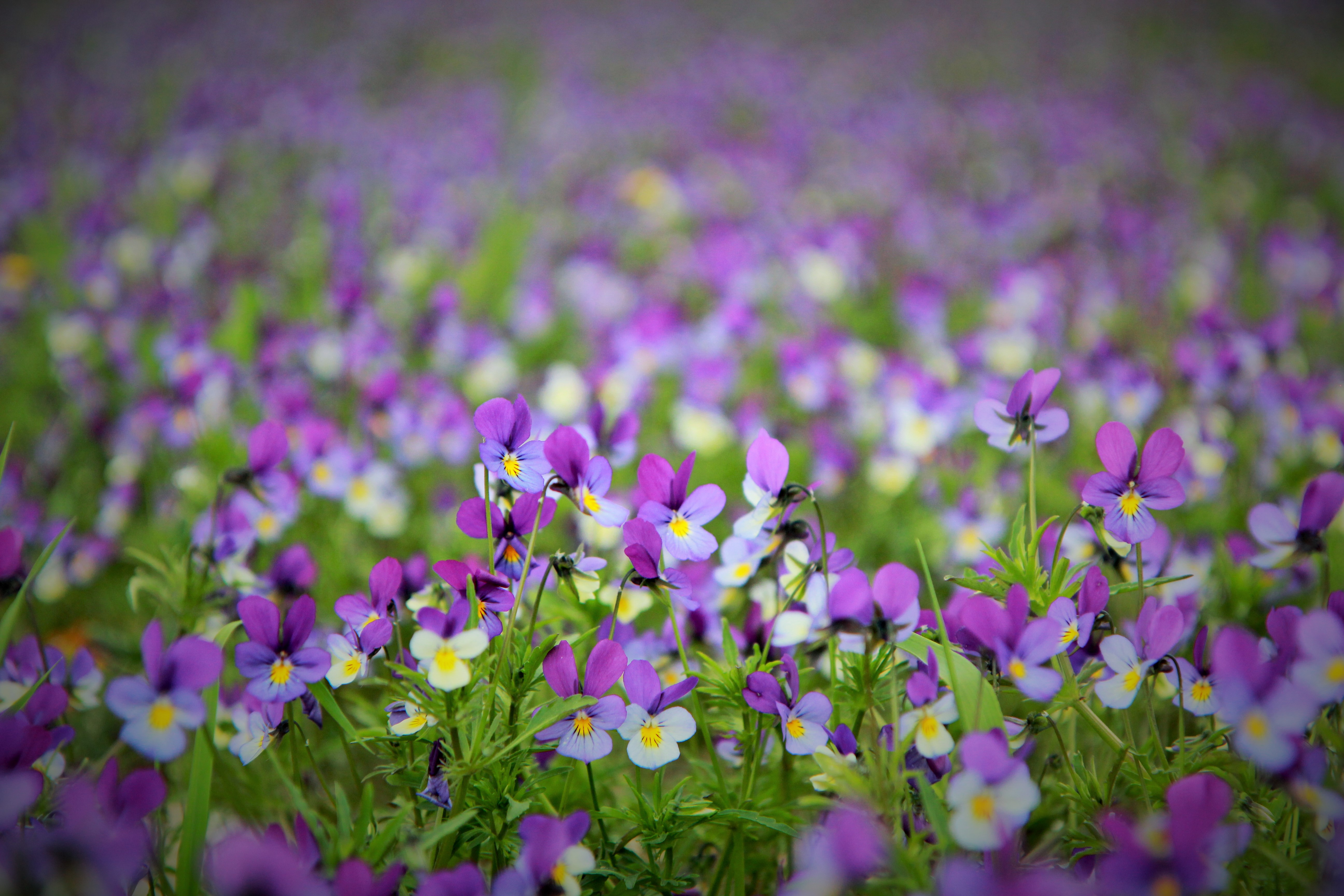
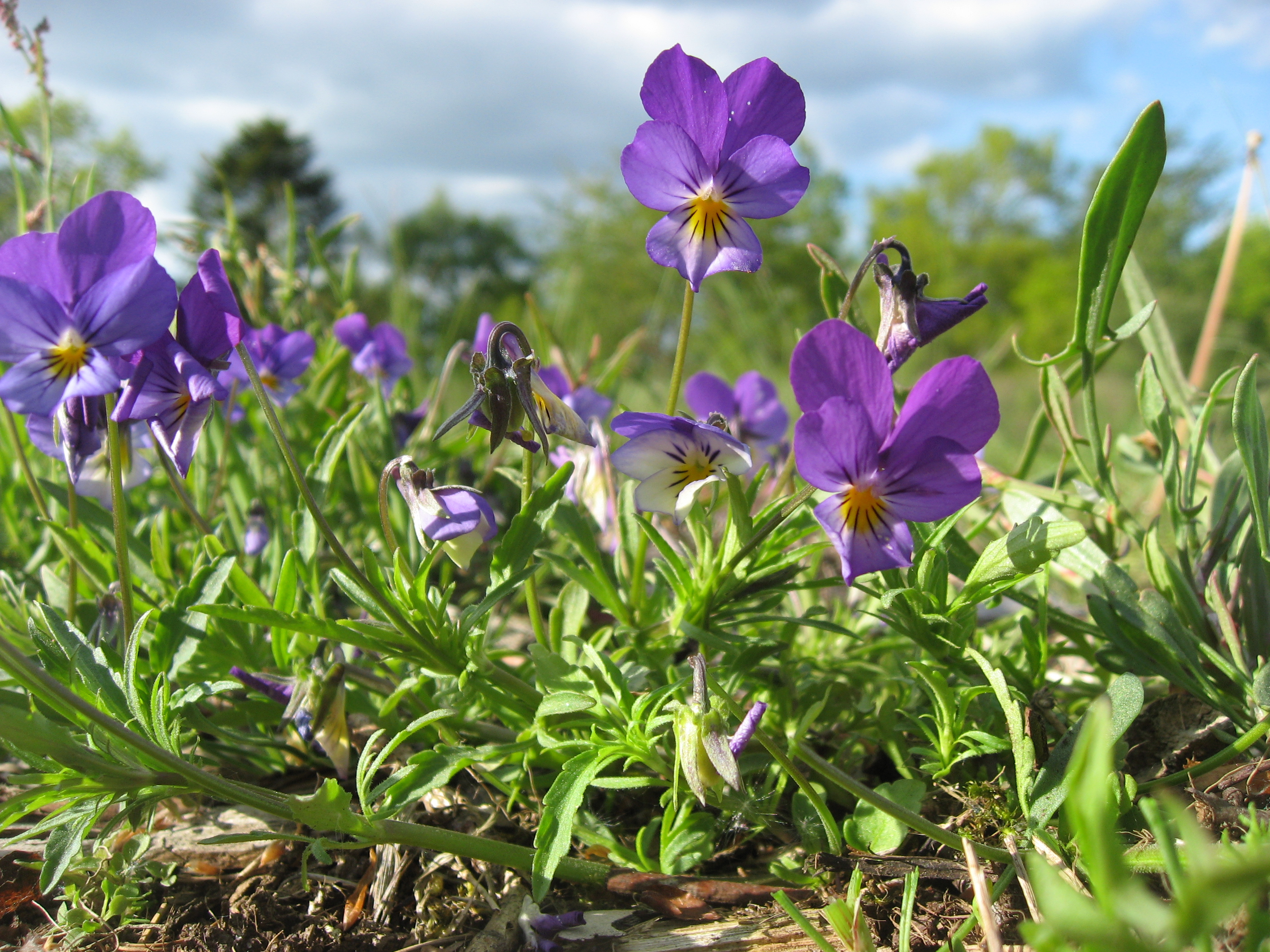
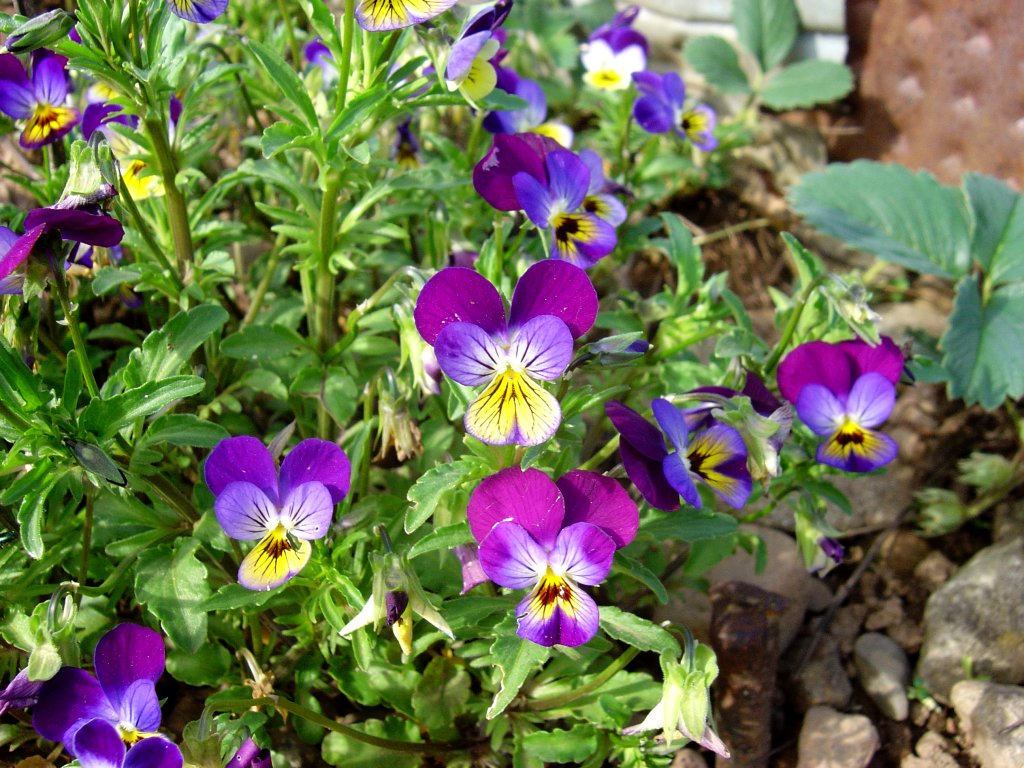
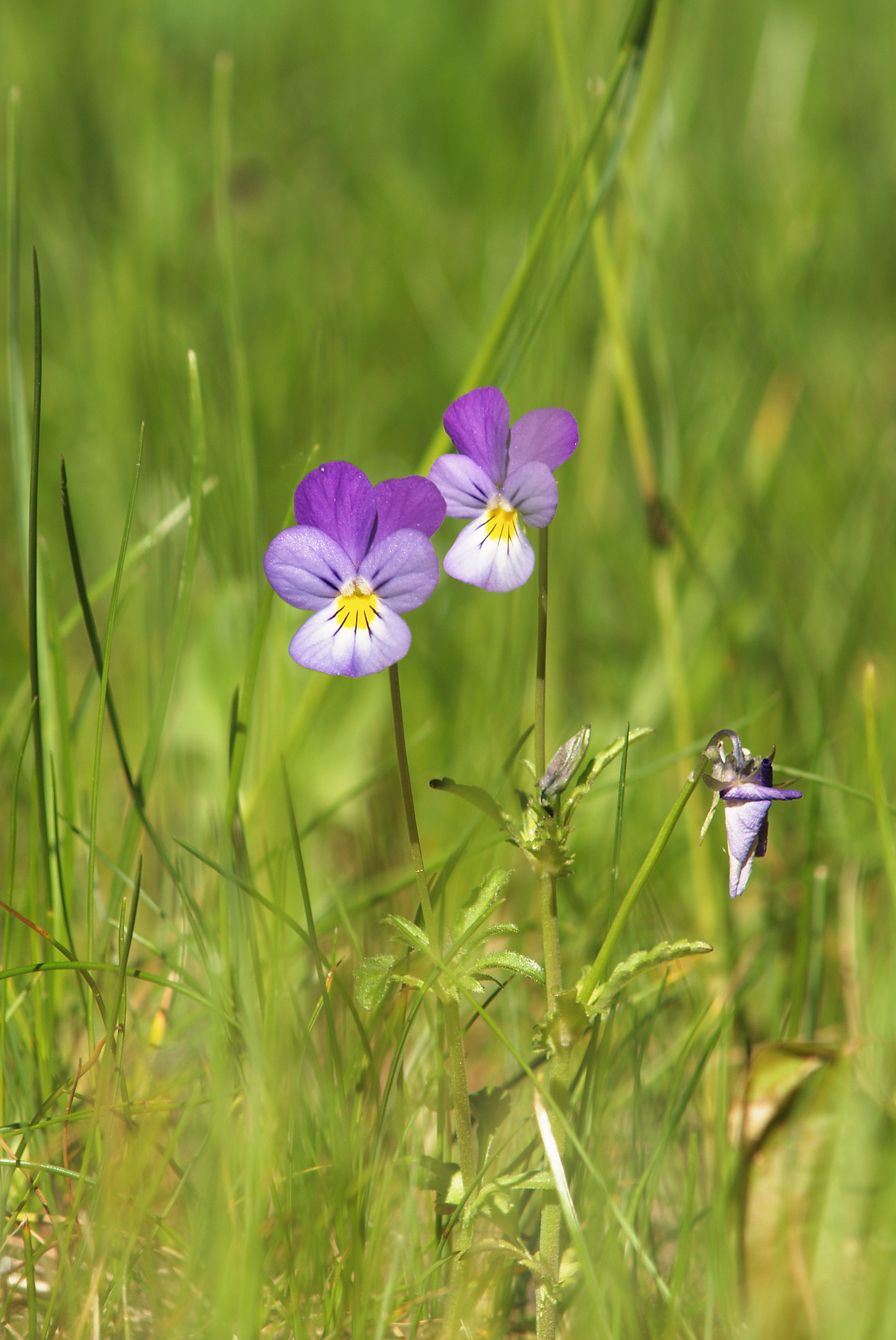
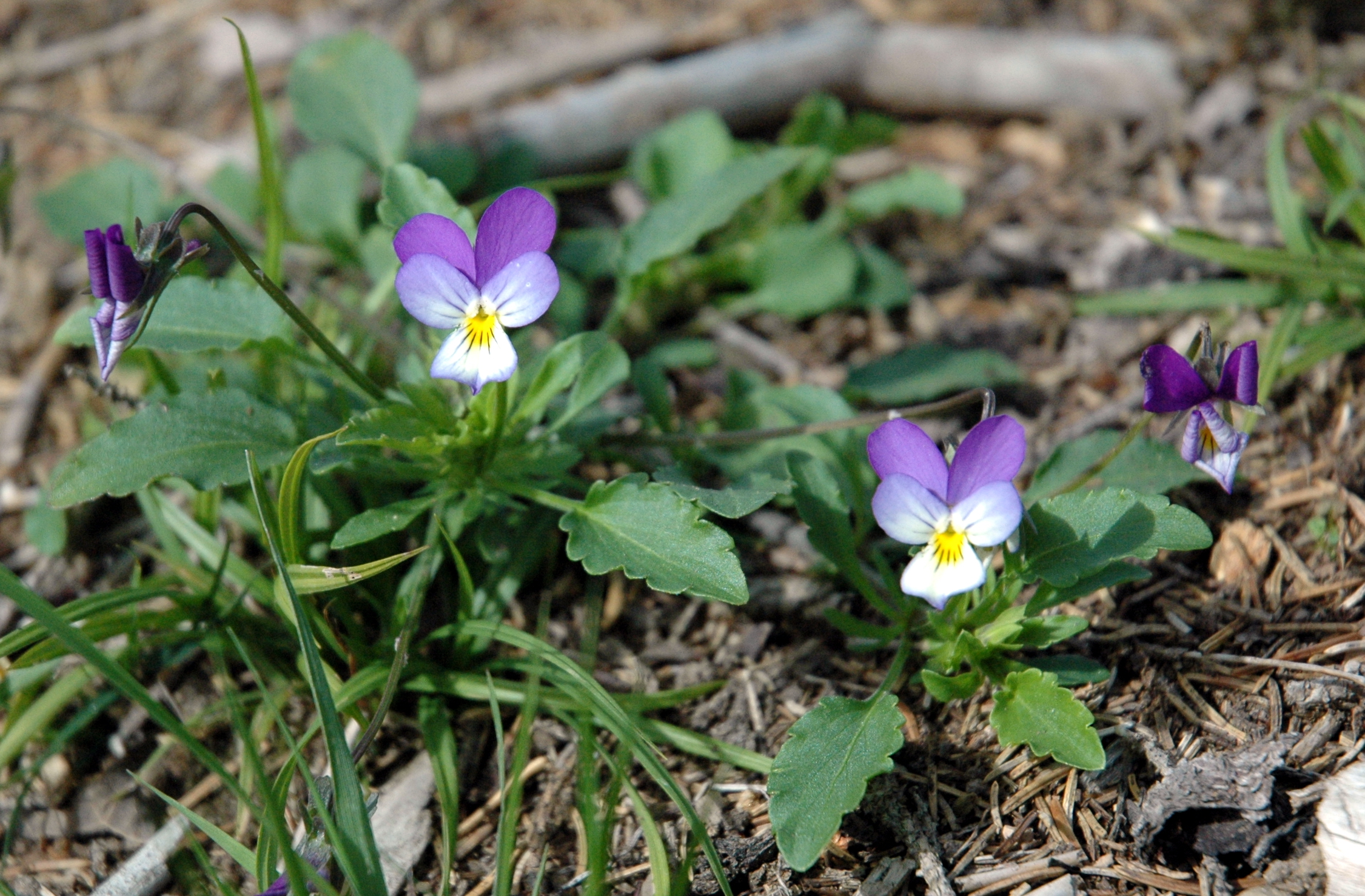
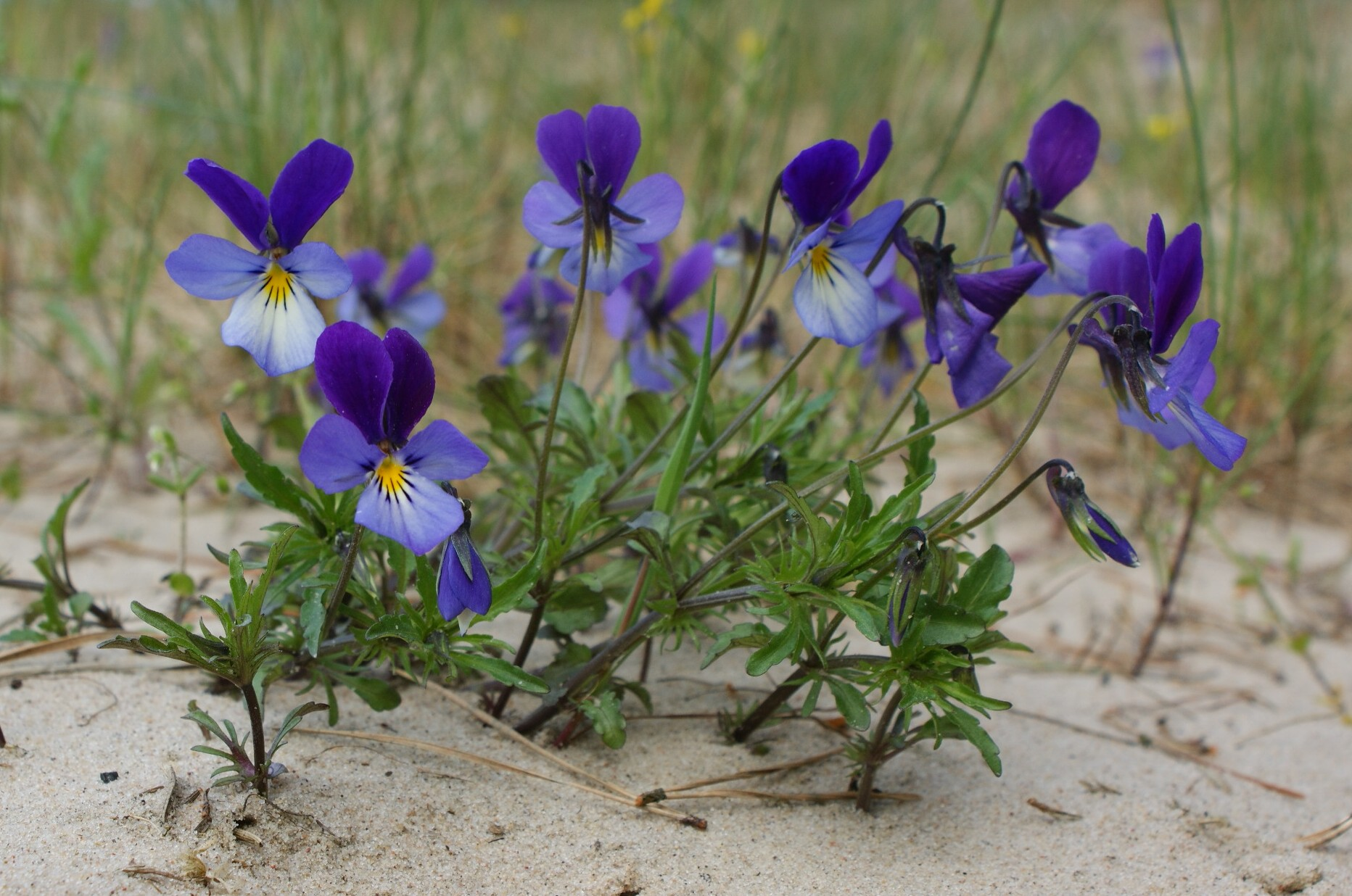
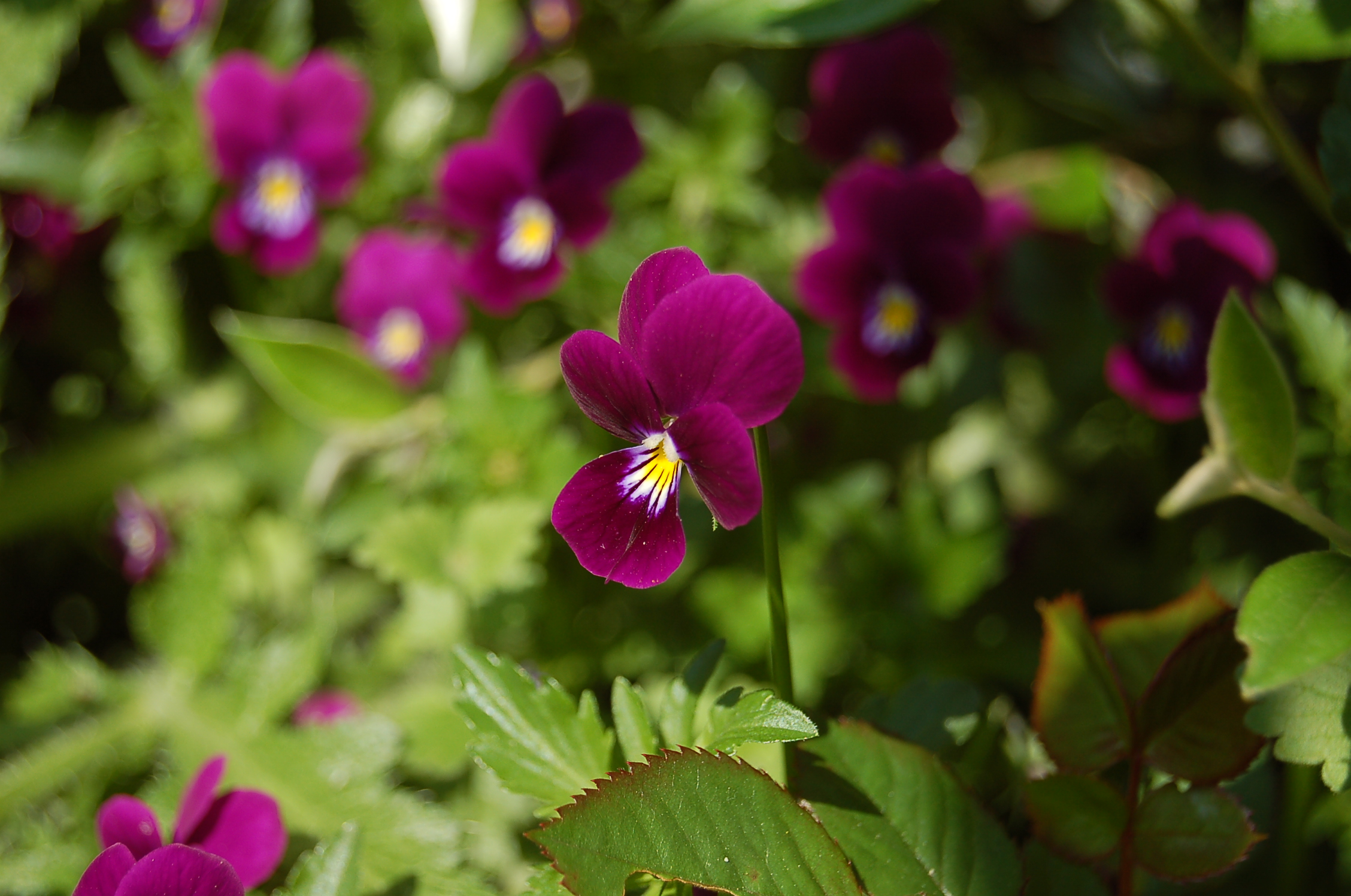
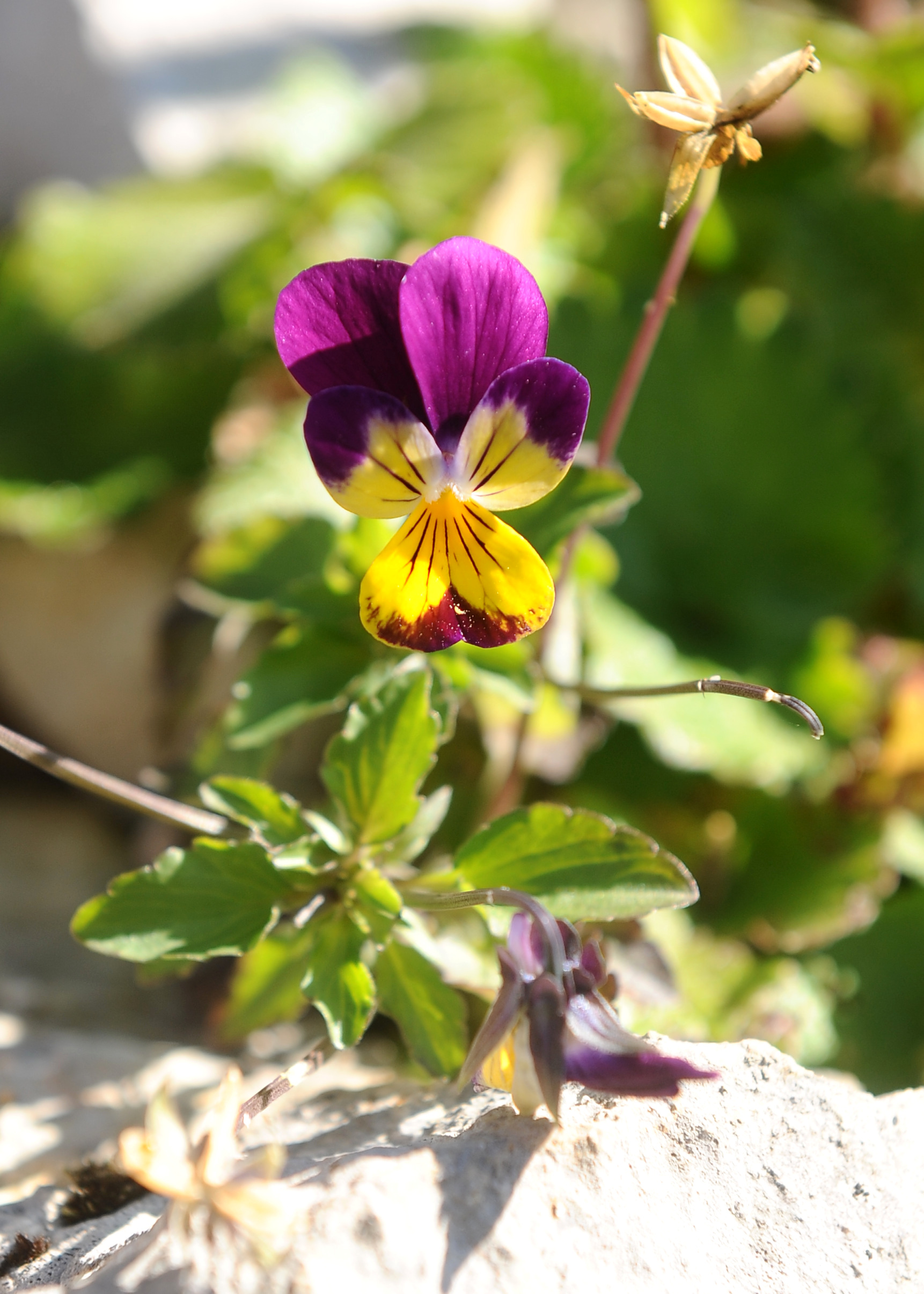
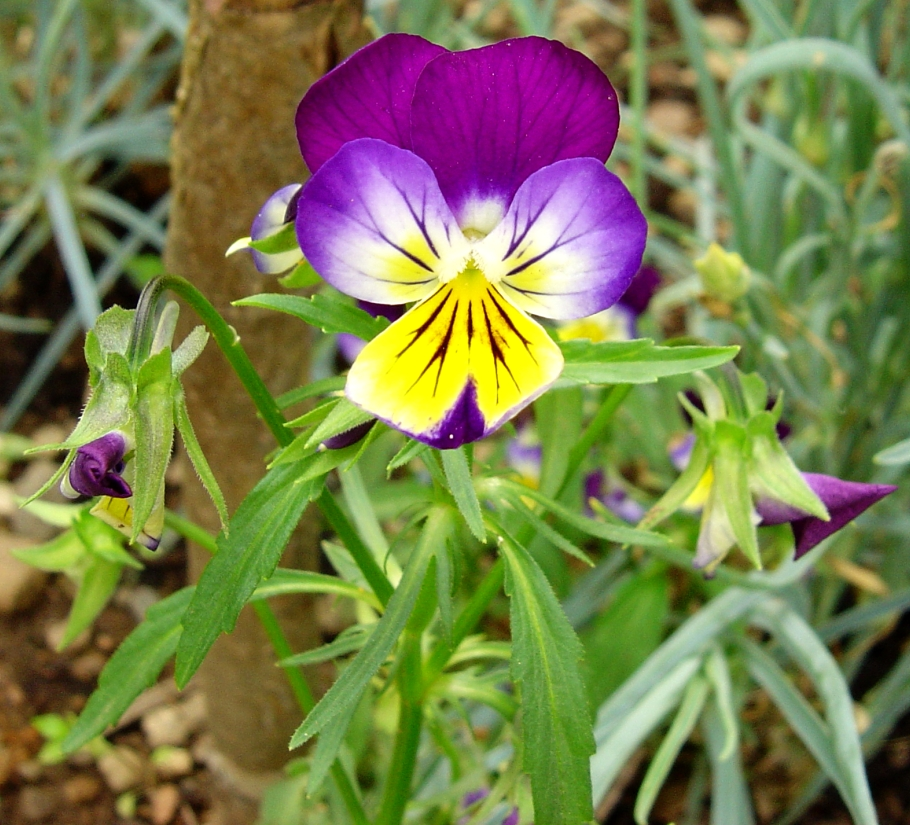
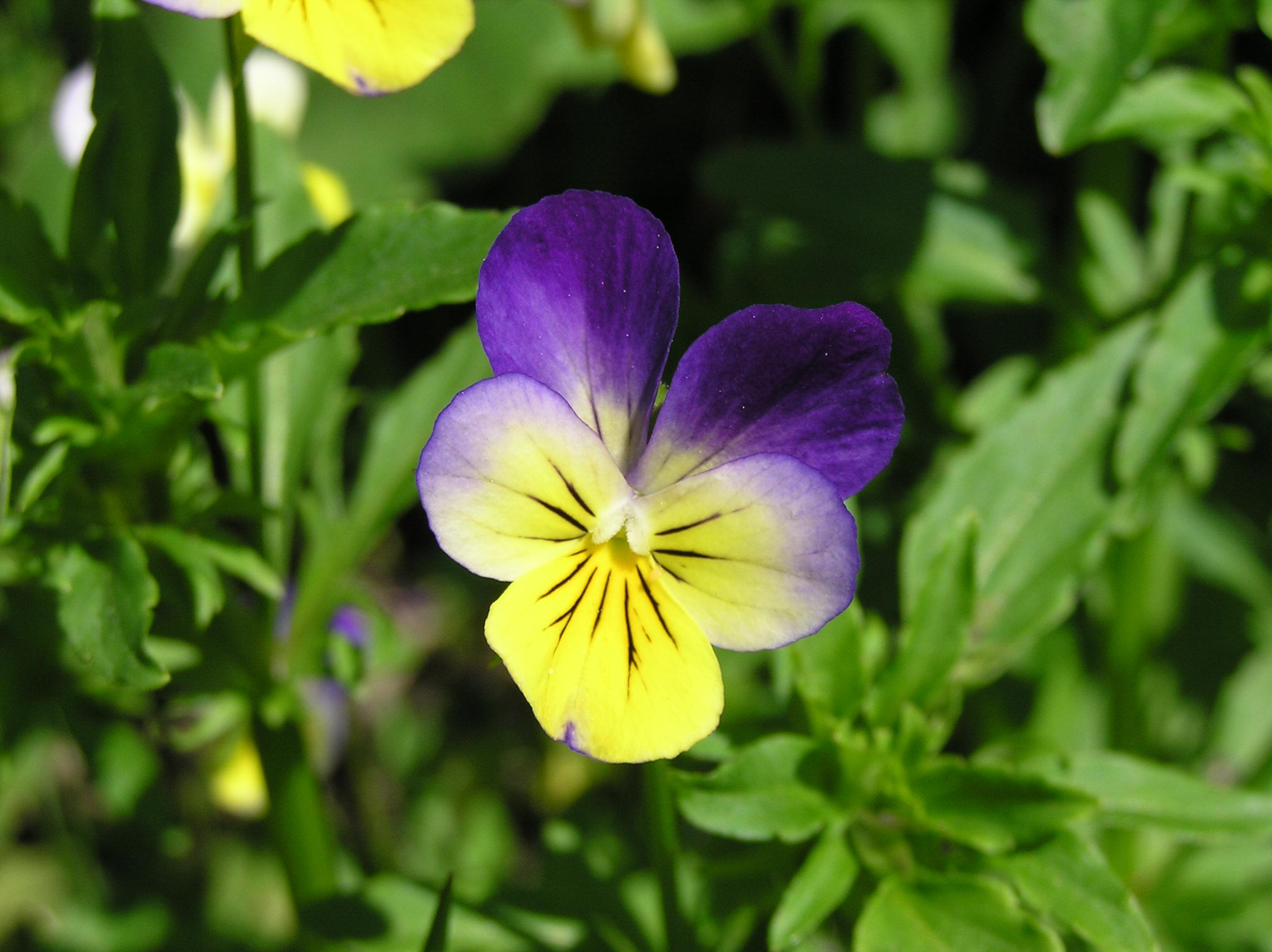
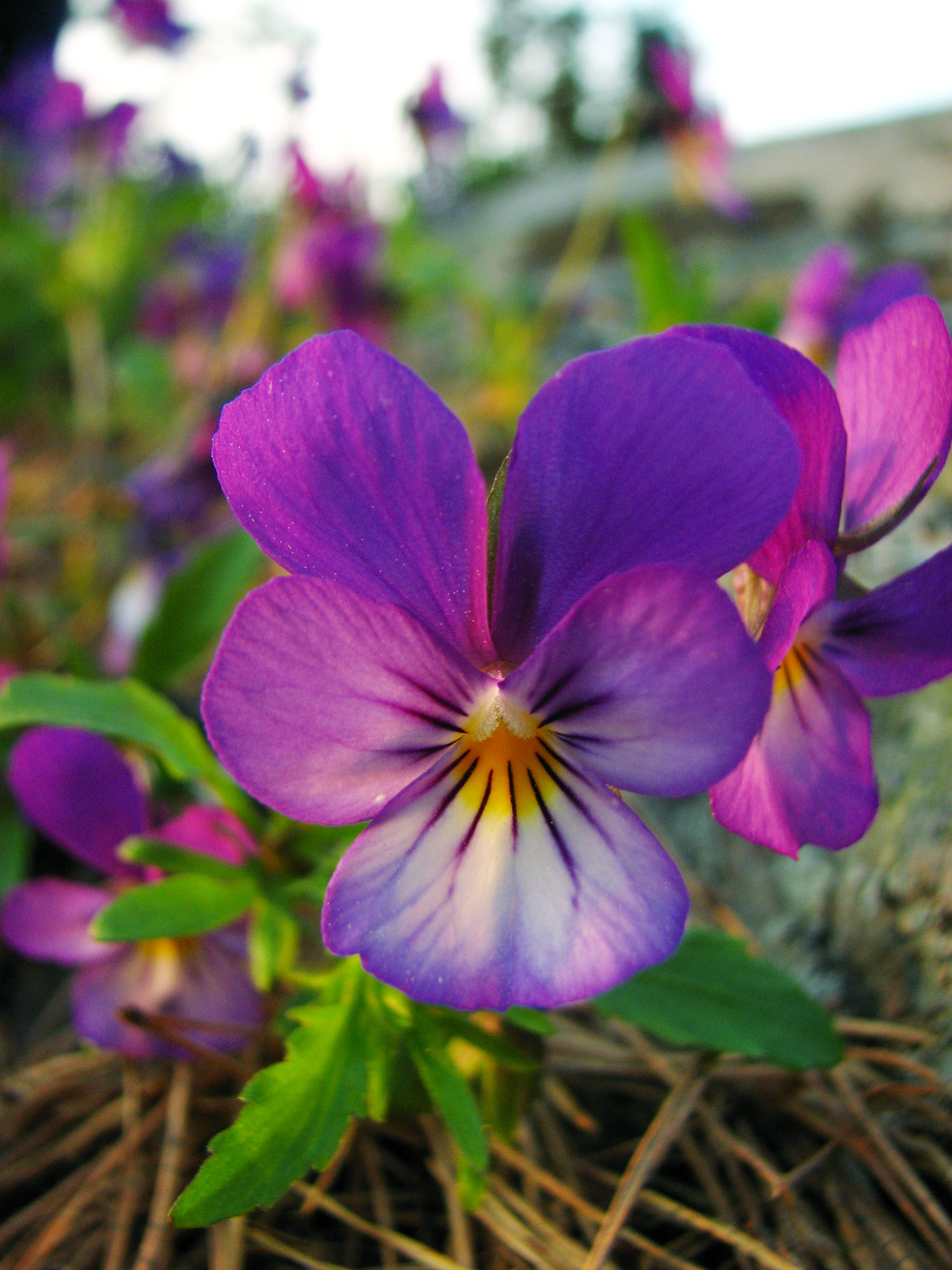
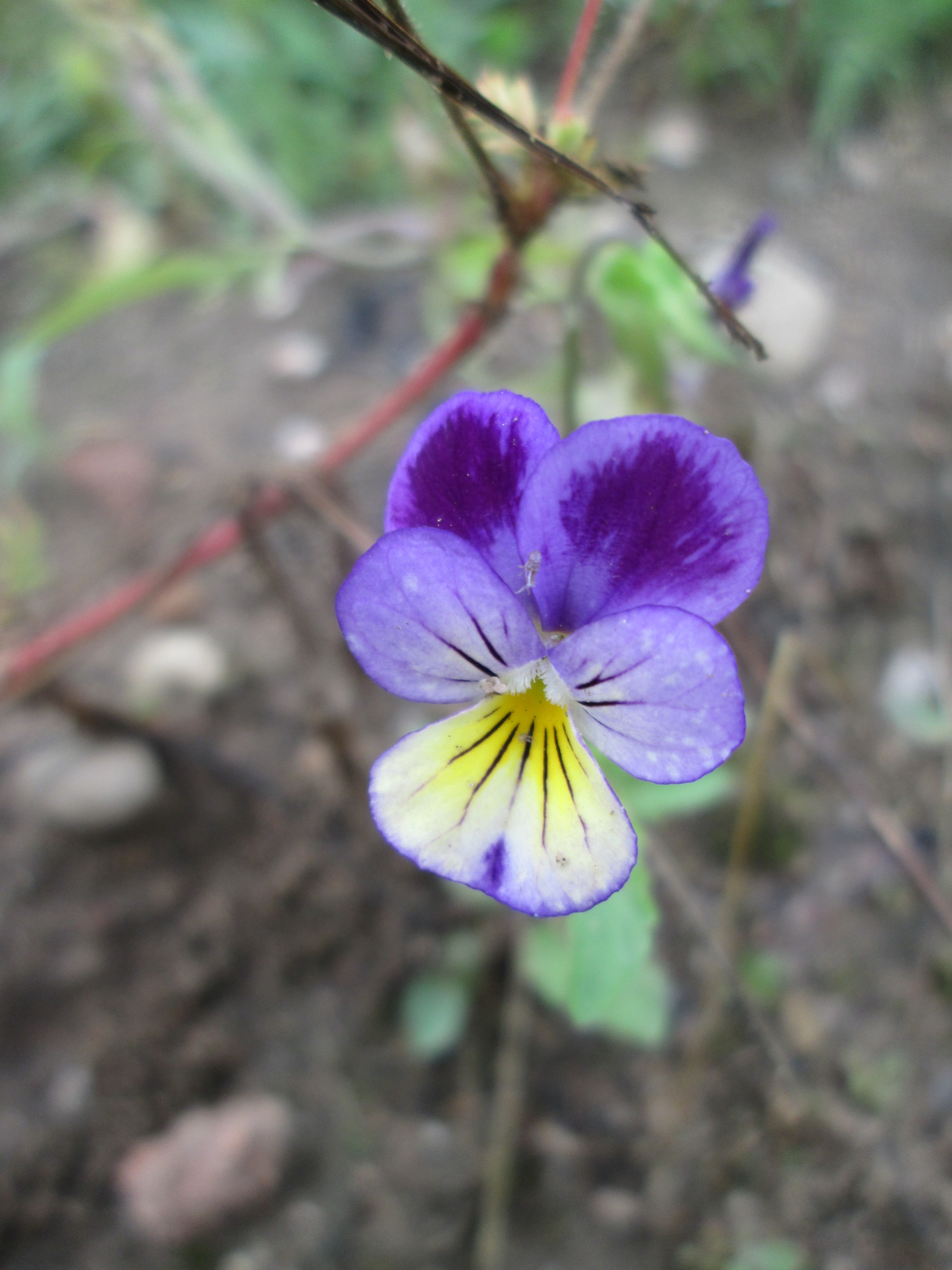
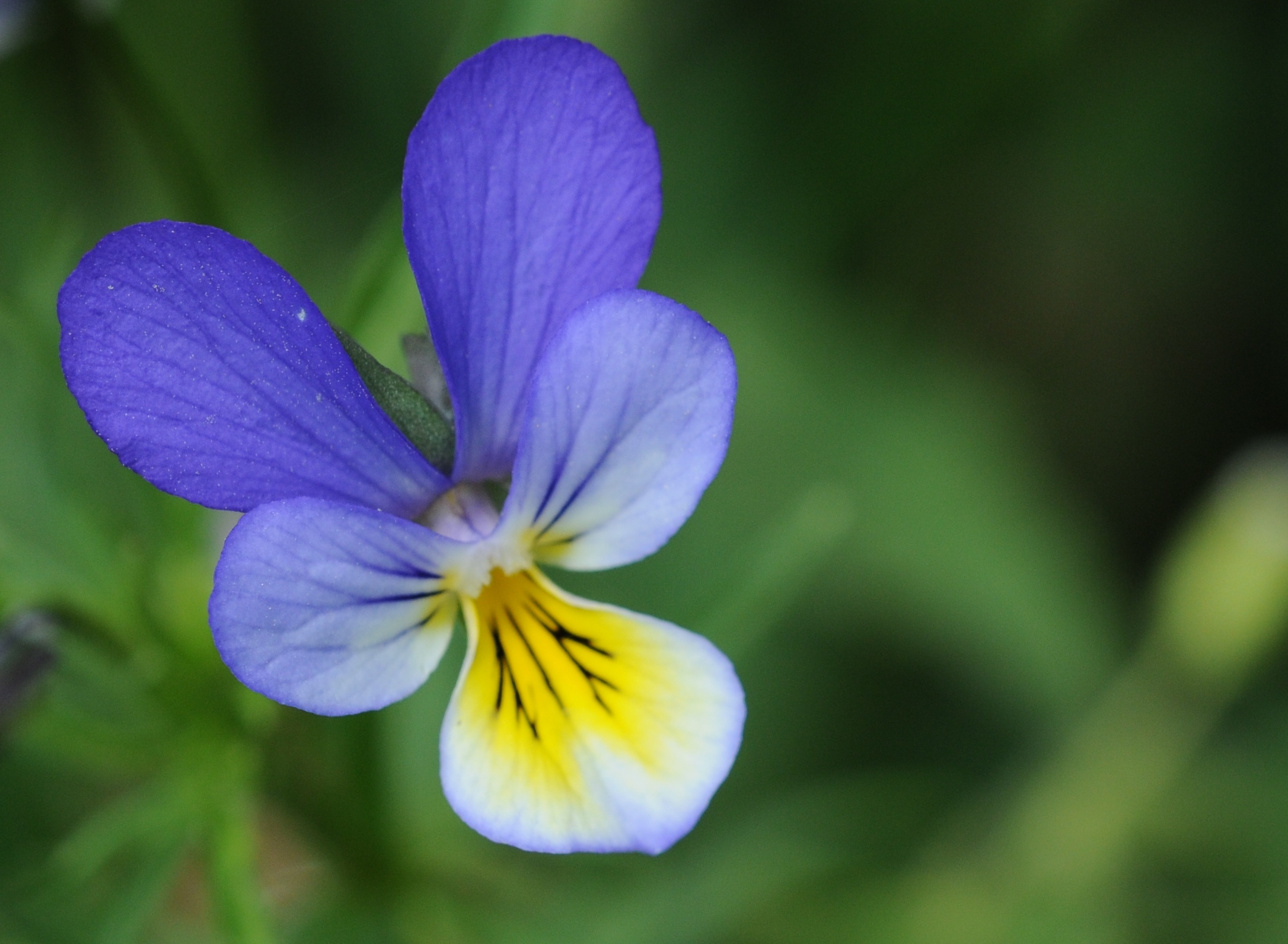
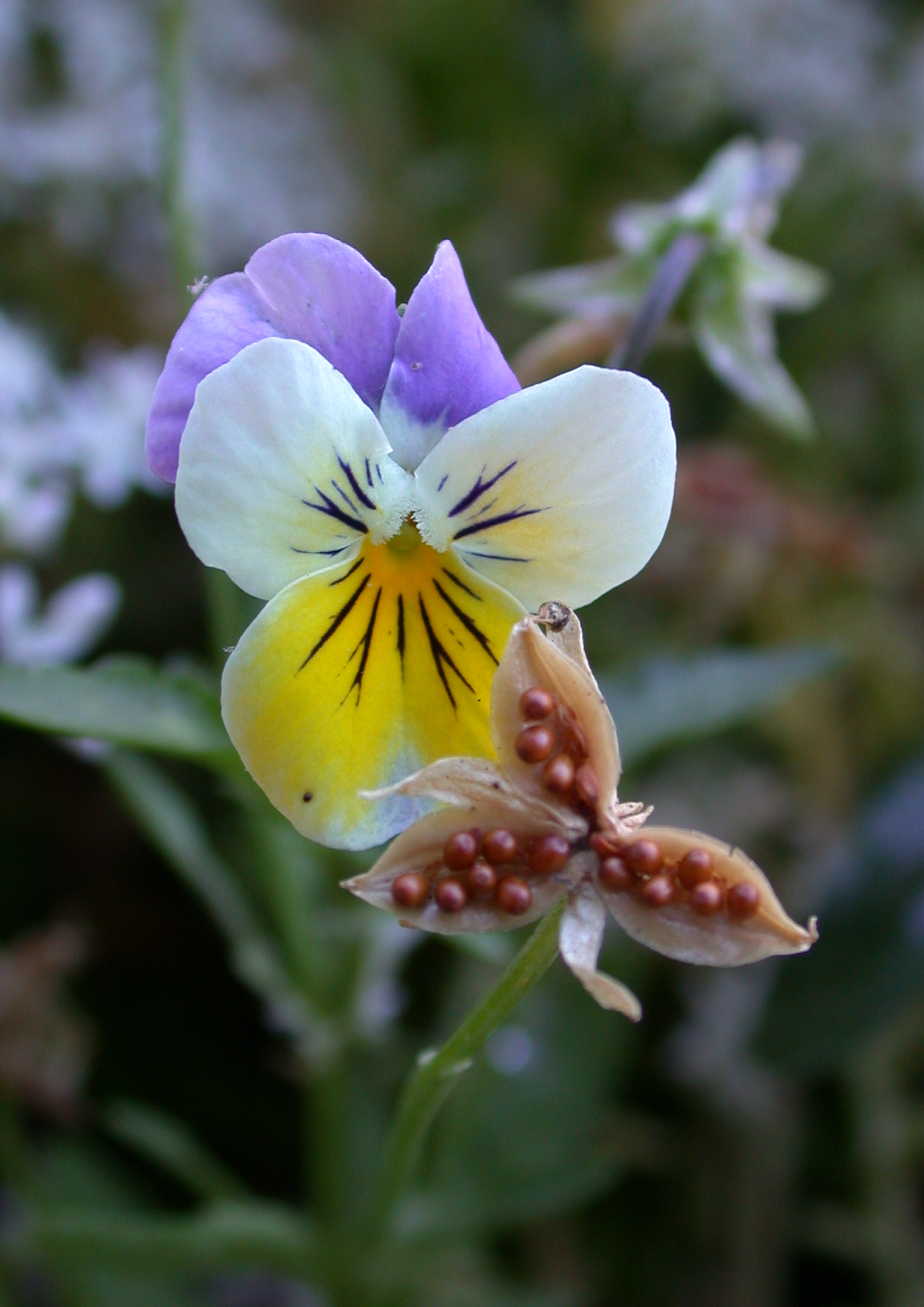